# 社会主義労働英雄
社会主義労働英雄（しゃかいしゅぎろうどうえいゆう、ロシア語: Герой Социалистического Труда, ローマ字転記の例: Geroy Sotsialisticheskovo Truda, 英語: Hero of Socialist Labour）とは、ソビエト連邦にあった英雄称号の一つ。

## 概要
国民経済や文化における傑出した業績に対して贈られる、ソ連最高の栄誉称号であった。「社会主義労働英雄」には、戦争などでの英雄的な行為に対して贈られる「ソ連邦英雄」と同等の地位が与えられたが、ソ連邦英雄とは異なり、外国人には授与されなかった。同様の称号は東側諸国（ワルシャワ条約機構諸国）においても制定されていた。

## 歴史
社会主義労働英雄の称号は、1938年12月27日、最高会議の常設機関・最高会議幹部会による布告で制定された。この称号は、ソビエトの産業、農業、交通、交易、科学、技術などの発展に貢献し、ソビエト連邦の力と栄光を増進させた市民に対し、最高会議幹部会から贈られた。
当初社会主義労働英雄は、最高会議幹部会から、ソ連の最高勲章であるレーニン勲章および証明書を授与されていた。後に、社会主義労働英雄と他のレーニン勲章受勲者を区別するために、1940年5月22日の最高会議幹部会布告によって「鎌と槌」金メダルが導入され、勲章や証明書と共に授与されるようになった。ソ連邦英雄に対してレーニン勲章などとともに与えられる「金星章」と同様、金メダルは平時でも着用し、略綬は存在せずメダル本体をそのまま着用する。
社会主義労働英雄のうち、さらに傑出した業績を重ねた者は、2回目の授与を受けることができる。この場合は、もう一つ鎌と槌金メダルを授与される上に、故郷の町にブロンズ製の胸像が建てられるという栄誉を与えられる（2度目のソ連邦英雄称号を受ける者と同様の栄誉）。さらに、3回目の授与を受けた者は、モスクワに計画中の「ソビエト宮殿」の近くに胸像を飾られる栄誉を与えられることになっていたが、ソビエト宮殿が建設されなかったために実現することはなかった。
金メダルのデザインは、芸術家A.ポマンスキーが行った。メダルの大きさはヨシフ・スターリンが決定した。スターリンは典型的な労働者や農民などの服を着た俳優たちに、大きさの異なったメダルの模型をつけさせてサイズを調整したという。その結果、メダルの星の直径は33.5mmとなった。
1939年12月20日に最初に社会主義労働英雄を授与されたのは、ヨシフ・スターリンその人であった。次に授与されたのは1940年1月2日で、PPD-40短機関銃など数々の機関銃の設計者であるヴァシーリー・デグチャレフに贈られた。三回目の授与（独ソ戦が始まる前の最後の授与）では9人の銃器設計者に授与された。その中には、フョードル・トカレフ、ニコライ・ポリカールポフ、アレクサンドル・ヤコヴレフらがいる。第二次世界大戦後に授与された者の中には銃器設計者ミハイル・カラシニコフ（1958年と1976年の2度）や物理学者アンドレイ・サハロフ（核兵器開発の功績により1953年、1955年、1962年の3度）や作曲家ドミートリイ・ショスタコーヴィチ（1966年）などの有名人もいる。1971年9月1日までに16,245人が社会主義労働英雄の称号を得た（うち4,497人は女性であった）。105人（うち女性25人）は2回以上授与を受けている。ソビエト連邦の崩壊の1991年12月24日に最後の授与が行われたが、それまでに20,812人が社会主義労働英雄の称号を授与されている。

## 関連事項
- ソビエト連邦国家賞
- ソ連邦英雄
- 母親英雄
- レーニン勲章